# کاروانسرای جهان‌آباد (سپنج)
کاروانسرای جهان‌آباد (سپنج) مربوط به دوره ایلخانی است و در شهرستان شاهرود، روستای جهان‌آباد واقع شده و این اثر در تاریخ ۱۶ مهر ۱۳۷۹ با شمارهٔ ثبت ۲۸۱۳ به‌عنوان یکی از آثار ملی ایران به ثبت رسیده است.